# 国鉄タキ20100形貨車
国鉄タキ20100形貨車（こくてつタキ20100がたかしゃ）は、かつて日本国有鉄道（国鉄）及び1987年（昭和62年）4月の国鉄分割民営化後は日本貨物鉄道（JR貨物）に在籍した私有貨車（タンク車）である。

## 概要
本形式は、亜硫酸ソーダ液専用の35t 積タンク車として1970年（昭和45年）11月11日から同年12月11日にかけて30両（コタキ20100 - コタキ20129）が、富士重工業の1社のみで製作された。
記号番号表記は特殊標記符号「コ」（全長 12 m 以下）を前置し「コタキ」と標記する。
落成時の所有者は東邦亜鉛の1社のみであり、その常備駅は信越本線の安中駅であった。
落成より1 - 2ヶ月後の1971年（昭和46年）1月27日に全車（30両）が扇谷興業へ名義変更されたが、約6年後の1977年（昭和52年）10月7日に東邦亜鉛に再度名義変更された。
1979年（昭和54年）10月より化成品分類番号「侵81」（侵食性の物質、腐食性物質、危険性度合2（中））が標記された。
1983年（昭和58年）7月15日に、本形式の専用種別が重亜硫酸ソーダ液に変更された。
タンク体材質は、耐候性高張力鋼製であり、鋼板製の外板（キセ）を装備している。
荷役方式は、タンク上部のマンホール（2室構造ではないが2箇所有る）からの上入れ、空気管と液出管を用いた空気圧による上出し方式である。両管ともS字管は装備していない。
塗色は、黒であり、全長は11,100mm、全幅は2,440mm、全高は3,850mm、台車中心間距離は7,000mm、実容積は29.4m3、自重は15.9t、換算両数は積車5.0、空車1.6である。
1987年（昭和62年）4月の国鉄分割民営化時には12両（コタキ20103、コタキ20106、コタキ20113、コタキ20114、コタキ20116、コタキ20119 - コタキ20121、コタキ20123、コタキ20124、コ タキ20126、コタキ20127）の車籍がJR貨物に継承され、1995年（平成7年）度末時点では5両（コタキ20114、コタキ20121、コタキ20124、コ タキ20126、コタキ20127）が現存していたが、2007年（平成19年）10月に5両同時に除籍され、形式消滅した。